# Гармата
Гарма́та, заст. пу́шка, кано́на — тип артилерійської зброї, що відрізняється від інших типів ствольних артилерійських систем, таких як гаубиця або мортира, більшим подовженням ствола, вищою початковою швидкістю снаряда, але меншим максимальним кутом підвищення. Умовною межею між гаубичним і гарматним стволом вважається його довжина. За сучасною класифікацією, при довжині ствола менше 25 калібрів зброя класифікується як гаубиця, при більшій — як гармата. Класифікація гладкоствольної артилерії у XVII—XIX ст. була дещо інша: існували гармати з довжиною ствола 18—22 калібрів, гаубиці ж були ще коротшими (5—6 калібрів).
Основним призначенням гармат є вести вогонь за настильною траєкторією по об'єктах супротивника. Обстріл із гармат може вестися як із закритих позицій по неспостережуваних із вогневої позиції цілях (як-от артилерійські батареї ворога, колони його військ на марші і в місцях зосередження, населені пункти), так і прямим наведенням — по танках, кораблях, фортифікаційних спорудах противника.

## Назва
Слово «гармата» має вузьке та широке значення. У вузькому сенсі «гармата» — довгоствольна артилерійська зброя, призначена для настильного вогню. У такому значенні слово подають українські тлумачні словники.
В широкому сенсі «гармата» або «артилерійська гармата» може позначати різноманітні артилерійські системи, включно з власне гарматами (у вузькому сенсі), гаубицями, гаубицями-гарматами, мортирами, мінометами тощо. Українська радянська енциклопедія відносила до гармат навіть реактивні системи залпового вогню (РСЗВ). Крім того, російсько-українські словники здебільшого приписують переклад рос. «орудие» (що має широке значення на противагу вузькому «пушка») українським «гармата».
Слово «пушка» словники вважають рідковживаним синонімом до «гармати», однак деякі сучасні посібники називають довгоствольні артилерійські зразки пушками та вважають різновидами гармат.

### Етимологія
Українське гармата походить через посередництво пол. armata від італ. armata («зброя»). Рідковживане пушка походить через польське посередництво з давн.в-нім. buhsa, що зводиться до лат. buxis («коробка з самшиту»). У сучасній польській puszka означає «металева банка чи коробка» (таке ж значення відоме в деяких українських діалектах).
У західноєвропейських мовах слово «гармата» звучить як «канон», «кенон», «каноне» — англ. cannon, фр. canon, нім. Kanóne, чеськ. kanón, що походить від староіталійського слова cannone («велика труба»), яке у свою чергу має грецькі та латинські коріння. До цього терміна сходить військове звання «канонір» — буквально «гармаш», а також «канонада». Колись слово канона вживалося і в українській мові, нині є застарілим.

## Історія

### Поява пороху
Перші гармати з'явилися у ХІІ столітті у Китаї та були вдосконаленням і подальшою розробкою так званого вогневого списа, вогнепальної зброї для ураження живої сили супротивника з невеличких відстаней, зробленої із паперової або бамбукової трубки з чорним порохом (інша назва димний порох), що вистрілювала спис-снаряд. На певному етапі розвитку списи-снаряди були замінені невеликими шматками брухту, порцеляновими уламками або камінням. Згодом папір та бамбук замінено металом для виготовлення ствола. Найдавніше зображення гармати позначається 1128 роком. Це одна із скульптур у Печерах Дацзу.

### Середньовіччя

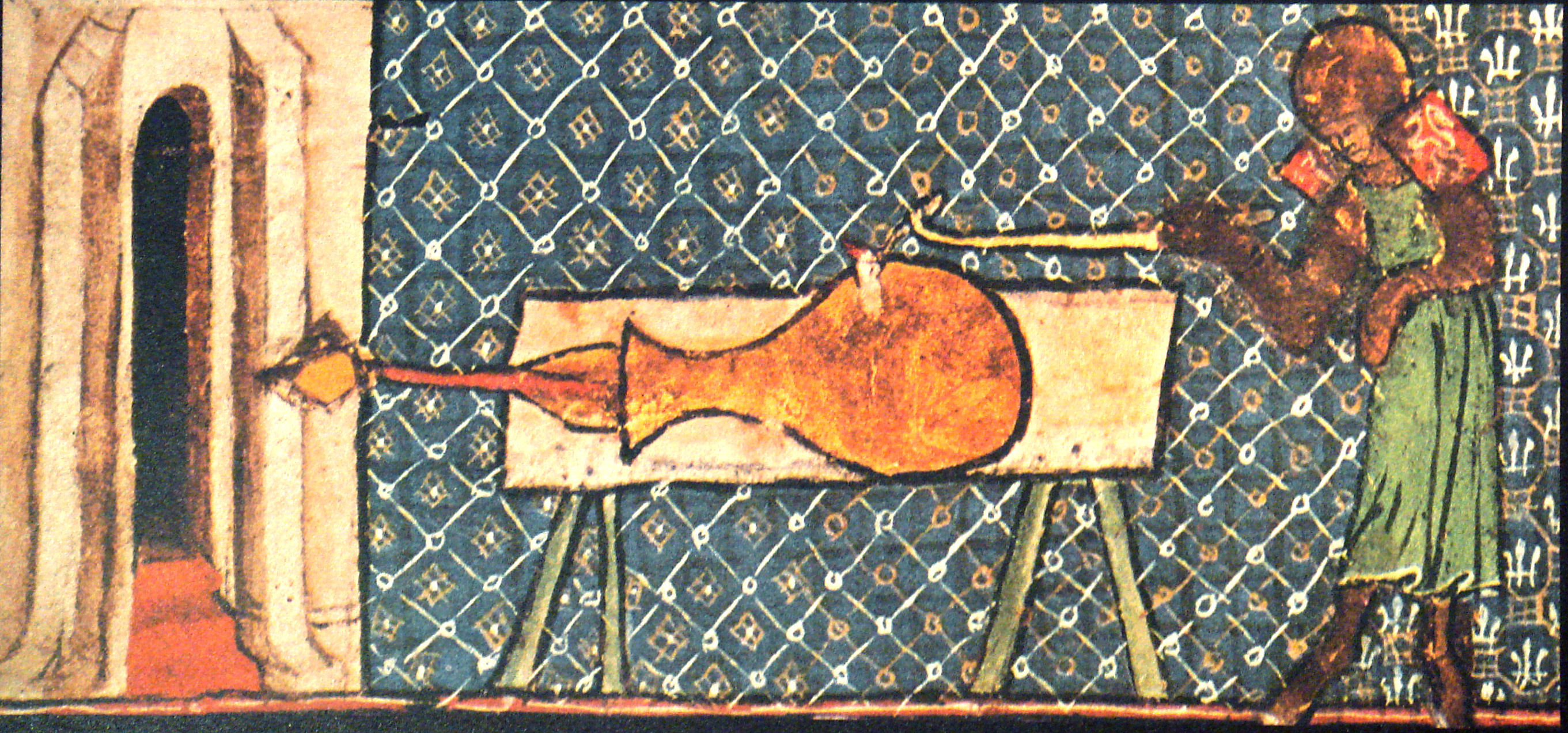
Найдавнішнє зображення гармати у Європі: манускрипт «De Nobilitatibus Sapientii Et Prudentiis Regum», 1326 рік

Найперший опис гармати на теренах Європи існував з 1322 року, але цей артефакт було втрачено ще у ХІХ столітті. Найдавніше зображення гармати (або взагалі вогнепальної зброї) міститься у манускрипті Вальтера де Мілемета та позначене 1326 роком. В Історичному музеї Стокгольма зберігається найдавніший зразок гармати, виготовлений у першій половині XIV століття.
Найперші зразки європейських гармат вистрілювали стріли-снаряди, такий різновид вогнепальної зброї відомий під назвами pot-de-fer, tonnoire, ribaldis та büszenpyle. Рібальді (ribaldis) — гармати, що робили постріл короткими стрілами, прототипом дрейфгагелю, застосували були англійці в битві при Кресі у 1346 році.
Слід ураховувати той факт, що вогнепальна зброя середини XIV століття була відносно легкою, її можна було переносити або перевозити на полі бою. Наприкінці XIV століття легкі ручні гармати поступово витісняються великими гарматами або бомбардами, спроможними проламувати кам'яні фортечні стіни.
Вже за століття рівень розвитку знань та техніки дозволяв виробляти бомбарди, дальність стрільби яких сягала майже 2 км. До таких гармат належала османська бомбарда «Базиліка», якими обстрілювали укріплення Константинополя під час його облоги у 1453 році військом султана Мехмеда II.
На цьому етапі у деяких країнах засновуються та будуються державні ливарні. Таким чином зосереджуються промислові та фінансові ресурси для виробництва зброї. До таких належать: львівський арсенал, закладений 1430 року, біля якого спорудили людвисарню для відливання гармат, московська князівська ливарня, заснована у 1475 році Іваном III або Королівський Арсенал у Лондоні, заснований у 1540-х роках.

### Відродження та Новий час

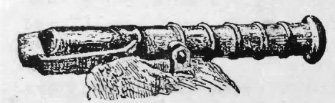
Козацька гармата

XVI століття визначилося подальшим розвитком важкої вогнепальної зброї. Бомбарди еволюціонують у широкий спектр спеціалізованих гармат: кулеврини, фальконети, мортири тощо. Крім того перехід на колісні лафети та винахід артилерійських передків робив гармати більш мобільними та спроможними до дій не лише під час облоги фортець, але і у битвах та маневрах. Більш того покращується технологія виробництва димного пороху, камінні снаряди заміщуються металевими (чавунними) ядрами, стандартизація калібрів робить навіть легкі зразки гармат дієвим засобом ураження. Попри ці покращення, артилерія все ж таки залишалася найбільш повільною складовою тогочасних армій. Для транспортування однієї польової гармати залучалося від 9 до 23 коней, а швидкість їх руху не перевищувала 3-5 км/годину, швидкострільність великих гармат не перевищувала один постріл на годину. Зазвичай гармати тієї пори заряджалися з дула. Але як показано ліворуч в ілюстрації зразків артилерії XVI століття, вже тоді існували гармати з заряджанням через казенну частину. Така будова мала ту перевагу, що процес заряджання потребував менше місця, що особливо важливо у разі розташування артилерії на вузьких фортечних стінах або на палубі кораблів. Вадами були ненадійність та складність виготовлення таких моделей гармат у тогочасних умовах. Тому дульнозарядна зброя залишалася переважною.

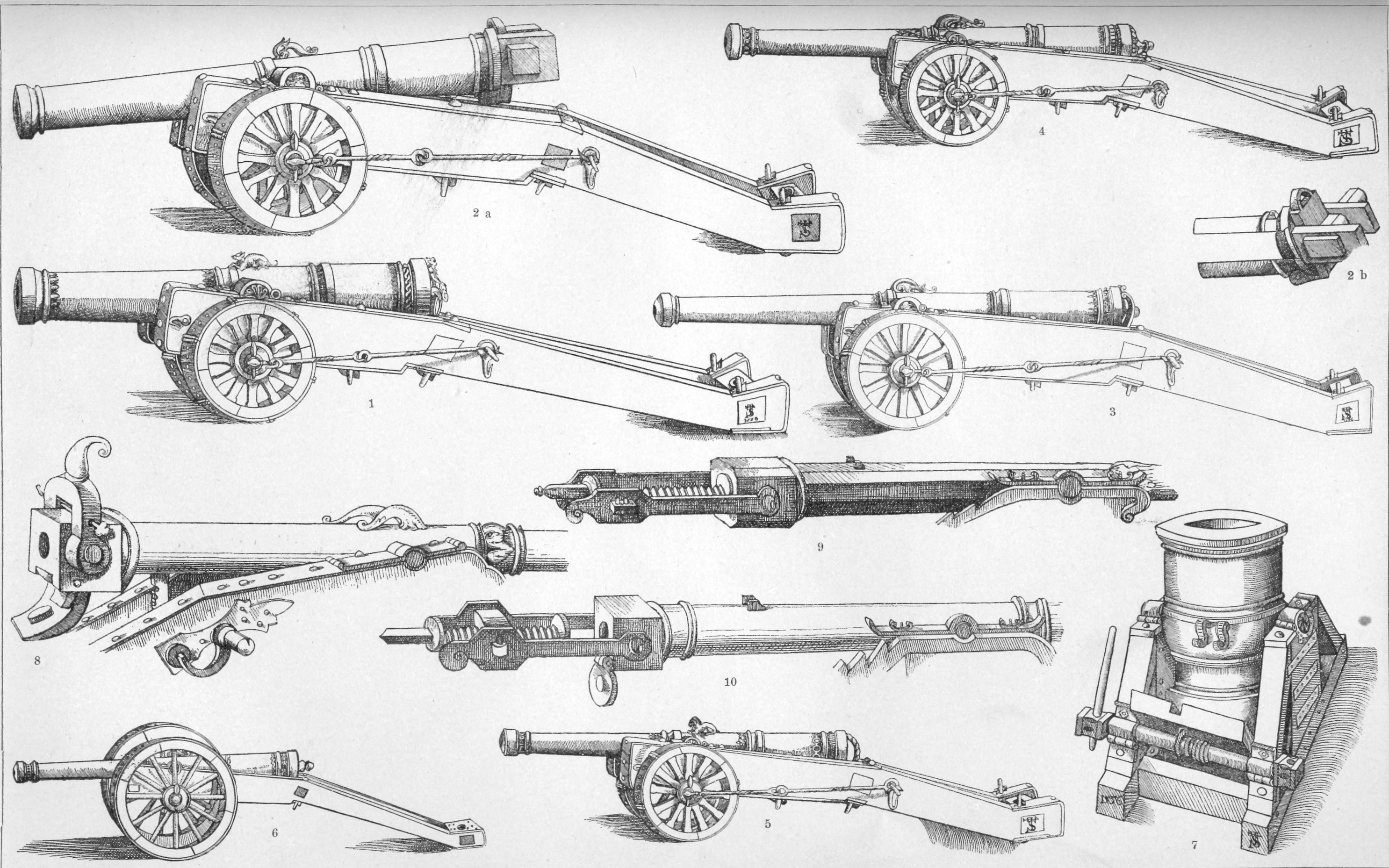
Зразки артилерії періоду XVI ст.

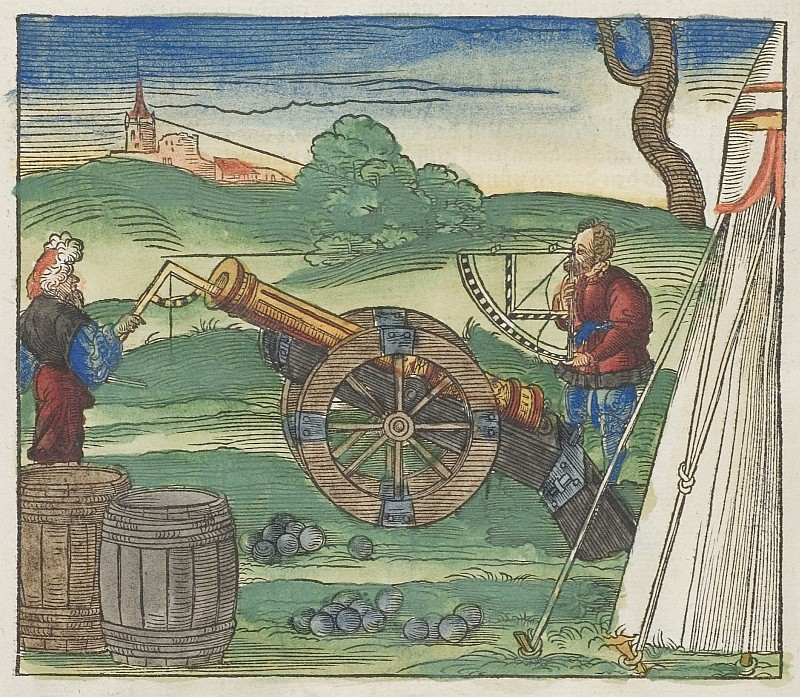
Старовинна ілюстрація наведення гармати на ціль за допомогою квадранта

Наступним поштовхом у розвитку гармат, стали впровадження шведського короля Густава II Адольфа в 1620-х — 1630-х роках. Під час реорганізації шведської армії, акцент був поставлений на покращення мобільності війська та використання легких польових гармат калібру 4—9 фунтів для активних маневрів вогнем під час битви. Обслуга таких гармат налічувала лише 3—4 особи, а її транспортування потребувало лише 2 коней. Крім того Густав Адольф вперше у світовій практиці розпочав використання картечі проти ворожої піхоти та картузів для прискорення процесу заряджання, що складалися з ядра та порції димного пороху в зав'язаному мішечку. Якщо до того часу на одну тисячу солдат польових військ налічувалася лише одна гармата, то у шведській армії короля Густава на одну тисячу піхотинців приходилося 6 гармат. Шведи з успіхом показали ефективність своїх технічних та організаційних нововведень у битві під Брейтенфельдом під час Тридцятилітньої війни.

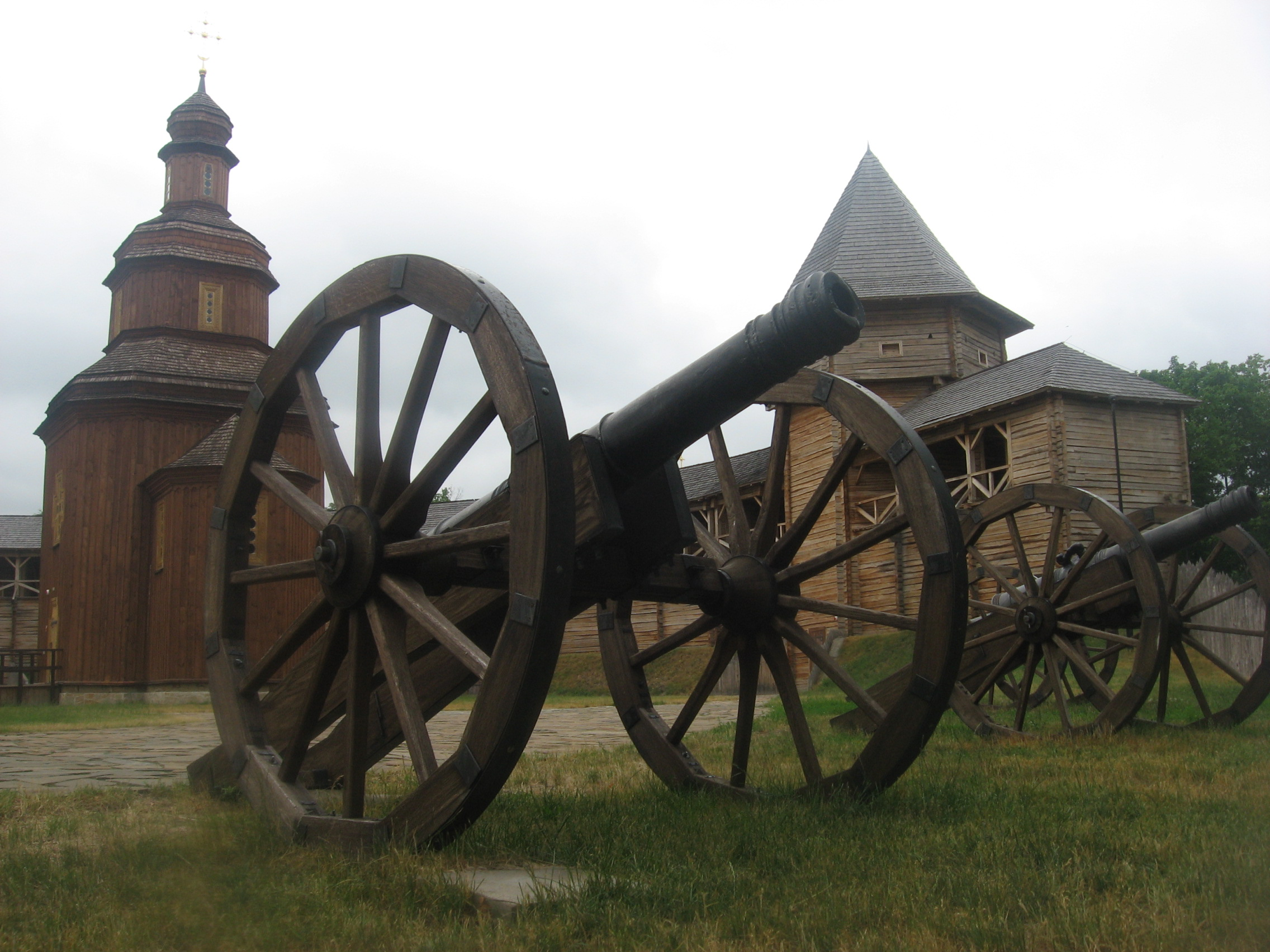
Гармати цитаделі Батуринської фортеці

Іншою важливою фігурою у розвитку гармат та артилерії як науки у цілому став англійський математик Наталіел Най. Його дослідження зосередилися на таких темах як тріангуляція, арифметика, теоретична математика, картографія, а також специфікація складу димного пороху та вогнепровідних шнурів.
У XVIII та XIX століттях технічні чинники виготовлення та військового застосування гармат поглиблювалися. У США наприкінці XVIII століття запроваджено гідравлічне випробування для перевірки якості гарматних стволів. Англійці запровадили новий тип морських гармат — карронади.

### Промислова революція

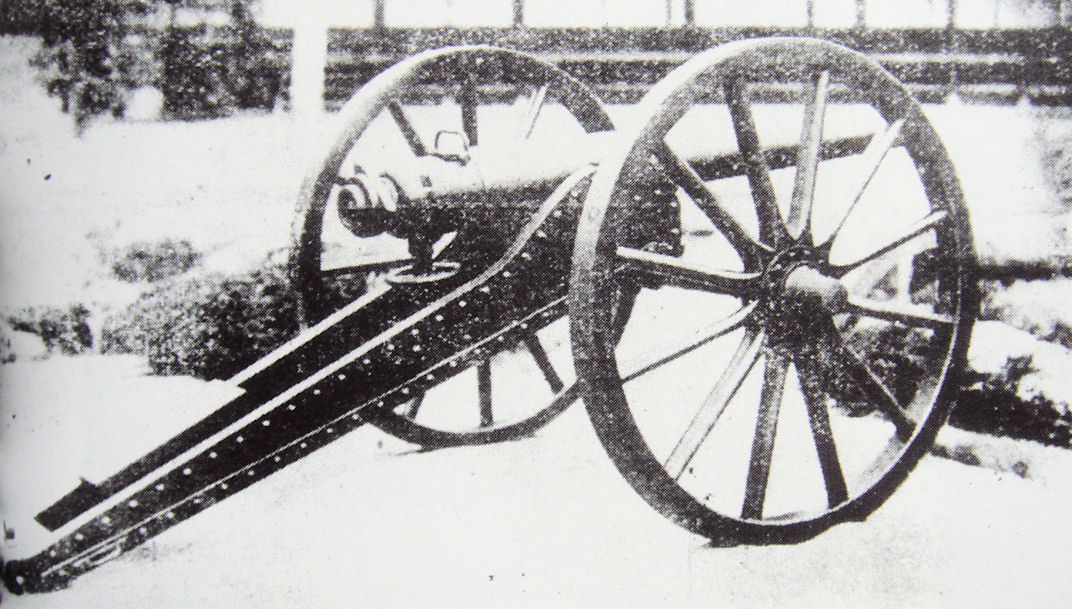
Гармата Армстронга зразка 1859 року з нарізним стволом

Приблизно у 1860-ті — 1870-ті роки гладкоствольні гармати витісняються нарізними. Нарізи в стволі додавали снаряду обертальний рух, чим забезпечували стійкість снаряда в повітрі, забезпечували купчасту стрільбу та підвищували дальність вогню. З переходом на нарізні стволи дульнозарядні гармати заміщено казнозарядними системами, адже це спрощувало процес заряджання. Крім того нарізні стволи дозволяли відійти від кульової форми снарядів (ядер). Тепер форма гарматних снарядів набула сигароподібної форми з більшим об'ємом. Це у свою чергу дозволяло збільшити в снаряді заряд вибухівки та кількість елементів ураження.
Протягом всіх цих століть єдиною метальною вибуховою речовиною залишався чорний порох. Його виготовлення було технологічно простим, адже це була механічна суміш трьох складників. Але з іншого боку чорний порох має відносно низьку теплоту вибуху та виділяє великі обсяги диму, що ускладнювало спостереження на полі битви та керування військами. Крім того ця вибухова речовина легкозаймиста, має низьку вологостійкість та при згорянні залишає тверді тлійні частинки. Тому гармаші після пострілу з гармати проводили обов'язкову процедуру так званого банення, тобто канал ствола протирався вологим банником. Цей додатковий крок у процесі заряджання у свою чергу уповільнював швидкострільність гармат того часу. Від половини XIX століття науковці вели дослідження та пошуки замінника димному пороху. У другій половині XIX століття це цілком вдалося, чорний порох замінено у відносно короткий час (2-3 десятиліття) різноманітними типами бездимних порохів, що мали вищу теплоту вибуху, не утворювали при згорянні диму та твердих тлійних частинок.
На межі ХІХ та ХХ століть з початком застосування більш потужніших видів пороху виникла технічно зумовлена потреба компенсувати силу відбою та відкоту гармати у мить пострілу. Інженери розпочали розробку та виготовлення відповідних пристроїв, як-от буферів лафетів для пом'якшення сили відбою на станок та ходову частину лафета, дулових гальм для зменшення сили відбою, механічних, гідравлічних або гідропневматичних противідкотних пристроїв для зменшення ударних навантажень на лафет при відбої.
Іншим чинником розвитку гармат, стали механізми наведення. Окрім військової потреби якомога швидше влучити у ціль, технічні (збільшення дальності пострілу, вага гарматного стволу) та економічні (значне підвищення ціни набоїв) фактори, вимагали покращення керування вогнем. Промисловість у той же час розпочала виробництво різноманітних механізмів наведення гармати, до яких належать далекомір, оптичний приціл, інклінометр, панорамний приціл.
Спеціалізація та технічні параметри гармат зумовили також зміну у процесі заряджання. Якщо на початку ХІХ століття артилерійський постріл був винятково картузного заряджання, то на межі ХІХ та ХХ століть промисловість була спроможна виготовляти унітарні набої, у яких снаряд або картеч, заряд пороху та запальний елемент (капсуль-запальник) сполучено в одне ціле за допомогою гільзи, та які заряджаються в один (лат. unitas — «єдність») прийом. Такий тип набоїв характерний для артилерійських систем калібру менше 76—88 мм. Для калібрів від 100 мм типовим є роздільне гільзове заряджання — незмінний за вагою пороховий заряд у гільзі не сполучено зі снарядом, а гармата заряджається в дві вправи (снаряд, заряд) — або ж роздільне картузне заряджання, коли елементи містяться роздільно, а заряджання гармати відбувається в кілька вправ.

### XX—XXI століття

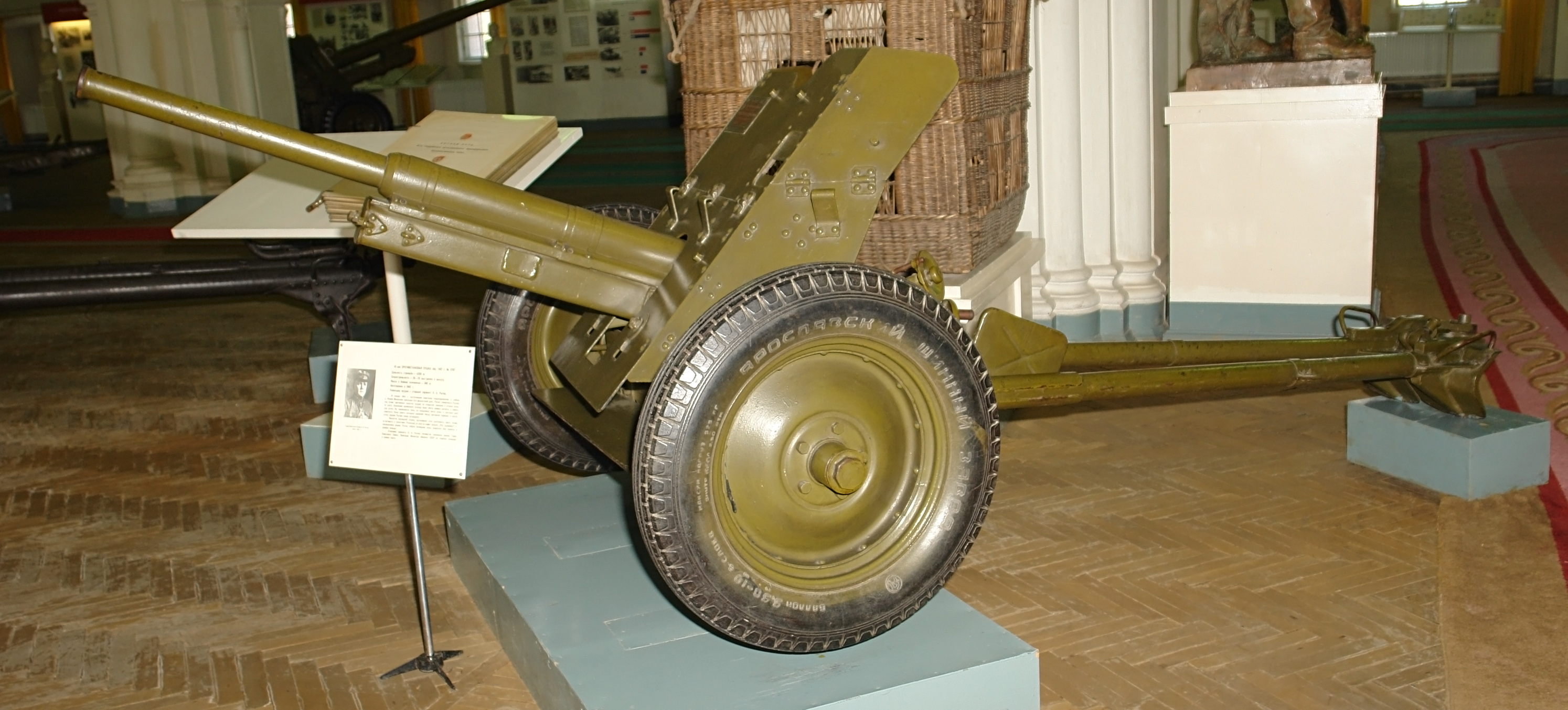
Радянська 45-мм протитанкова гармата зразка 1937 р.

XX століття стало апогеєм у розвитку ствольної артилерії. З'явилися нові різновиди набоїв (хімічні снаряди, кумулятивні снаряди тощо). Нарізні гармати могли вражати ворожі цілі на відстанях 5—15 та більше кілометрів. Часто обслуга гармати не могла спостерігати ціль та самостійно коригувати вогонь по супротивнику. Це спонукало до подальшого розвитку допоміжних засобів, пристроїв та організаційних структур, що забезпечували надійне накриття цілі вогнем з якомога меншою кількістю набоїв. У часи Першої світової війни комбатанти використовували спостережні аеростати та літаки-коригувальники. Серед таких був відомий німецький пілот-коригувальник Максиміліан фон Коссель. Нові способи керування вогнем та нові зразки набоїв призводили до того, що 70 % людських втрат воюючих армій були наслідком артилерійських обстрілів. Бойовий досвід російсько-японської війни та Першої світової війни призвів до появи бронещитів, що кріпилися на лафетах та захищали обслугу гармати від ворожого вогню. Яскравим прикладом цієї зміни є російські 76-мм гармата зразка 1900 року (без бронещита) та 76-мм дивізійна гармата зразка 1902 року (з бронещитом).

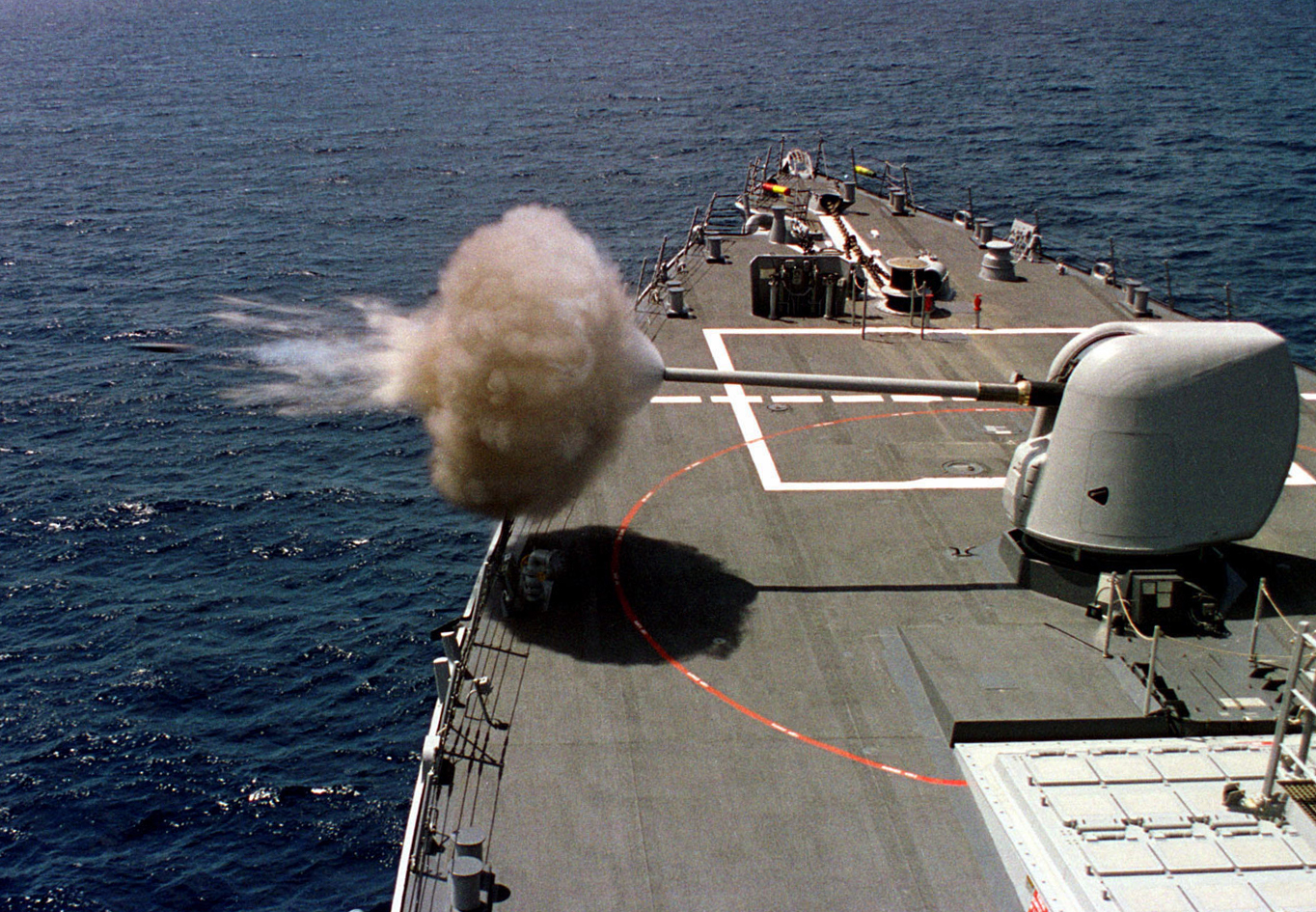
Гармата Mk 45 калібру 127 мм під час пострілу. Ескадрений міноносець типу «Арлі Берк», флот США.

У міжвоєнний період розпочалося проєктування та виробництво авіаційних автоматичних гармат для озброєння літаків, зенітних гармат та протитанкових гармат, спеціалізованої зброї проти нового виду озброєння — танка. Крім того змінювалася організаційна структура військ для підвищення дієвості артилерійського вогню. Наприклад у німецькій армії у 1920-ті — 1930-ті роки виникли так звані артилерійські спостережно-коригувальні дивізіони (нім. Beobachtungsabteilung). Це були підрозділи без вогневих засобів ураження, які підпорядковувалися штабам армій або корпусів та тимчасово передавалися піхотним дивізіям під час наступу на ділянках прориву. Спостережно-коригувальний дивізіон складався з 2—4 спеціалізованих батарей звукометрії, світлометрії, топографічні та аеростатні. За допомогою різноманітних точних оптичних та електромеханічних пристроїв німці могли швидше та точніше визначати ворожі цілі, наприклад ворожу гарматну батарею, що відкрила вогонь. Наслідком цього став той факт, що під час німецько-радянської війни вермахт ніколи не зосереджував більше ніж 80 гармат на один кілометр фронту, такої щільності вогню вистачало для виконання бойових завдань. У протилежність німцям Червона Армія у наслідок економічного та науково-технічного відставання СРСР не мала достатніх промислових потужностей для виробництва точних механічних або оптико-електричних пристроїв керування артилерійським вогнем. Тому акцент вимушено робився на масованому гарматному вогні. Так під час наступу на Київ у листопаді 1943 року радянська сторона зосередила 300—415 гармат на один кілометр фронту.
У повоєнних роках розвиток гармат та спектр їх використання змінився під впливом нових видів озброєнь, як-от керовані протитанкові або протиповітряні ракетні комплекси, крилаті ракети. Наприклад, останні взяли на себе функції важких корабельних гармат. У артилерійські системи інтегруються супутникові засоби керування вогнем. Нові американські есмінці типу «Зумвольт» озброєні 155-мм гарматами з керованими за допомогою супутника активно-реактивними снарядами спроможні знищувати ворожі цілі на відстані у 190 кілометрів з такою ж точністю як і крилата ракета. Але ціна такого снаряду набагато менша ніж крилатої ракети. У танкобудуванні був зроблений крок у напрямку розробки гладкоствольних гармат. У стволі такої гармати можна підвищити тиск порохових газів у мить пострілу та збільшити початкову швидкість снаряда. А кумулятивні підкаліберні снаряди, маючи оперення, вже не потребують стабілізації за допомогою обертального руху, що досягається нарізами у каналі гарматного ствола. У свою чергу відсутність обертального руху добре впливає на формування кумулятивного струменя. Крім того гладкоствольна гармата надає можливість запускати з неї керовані ракети, як наприклад українська протитанкова керована ракета «Комбат». Додатково конструктори артилерійських систем намагаються максимально автоматизувати процес ведення вогню, як наприклад у самохідних гарматах-гаубицях PzH 2000 (ФРН) та 2С19 «Мста-С» (СРСР).

## Типи гармат
За призначенням:
- Авіаційна гармата
- Берегова гармата
- Корабельна гармата
- Протитанкова гармата
- Зенітна гармата
- Танкова гармата
- Залізнична гармата
- Атомна гармата — призначена для стрільби по наземних і морських цілях снарядами з ядерним зарядом. Одним з перших зразків таких систем була 280-мм гармата, виготовлена в США. У 1953 на полігоні в штаті Невада при випробуванні цієї гармати стріляли атомним снарядом масою близько 360 кг.Німецька «Паризька гармата» з дальністю пострілу у 130 кілометрів, 1914-1918 роки

За типом дії:
- Порохова гармата

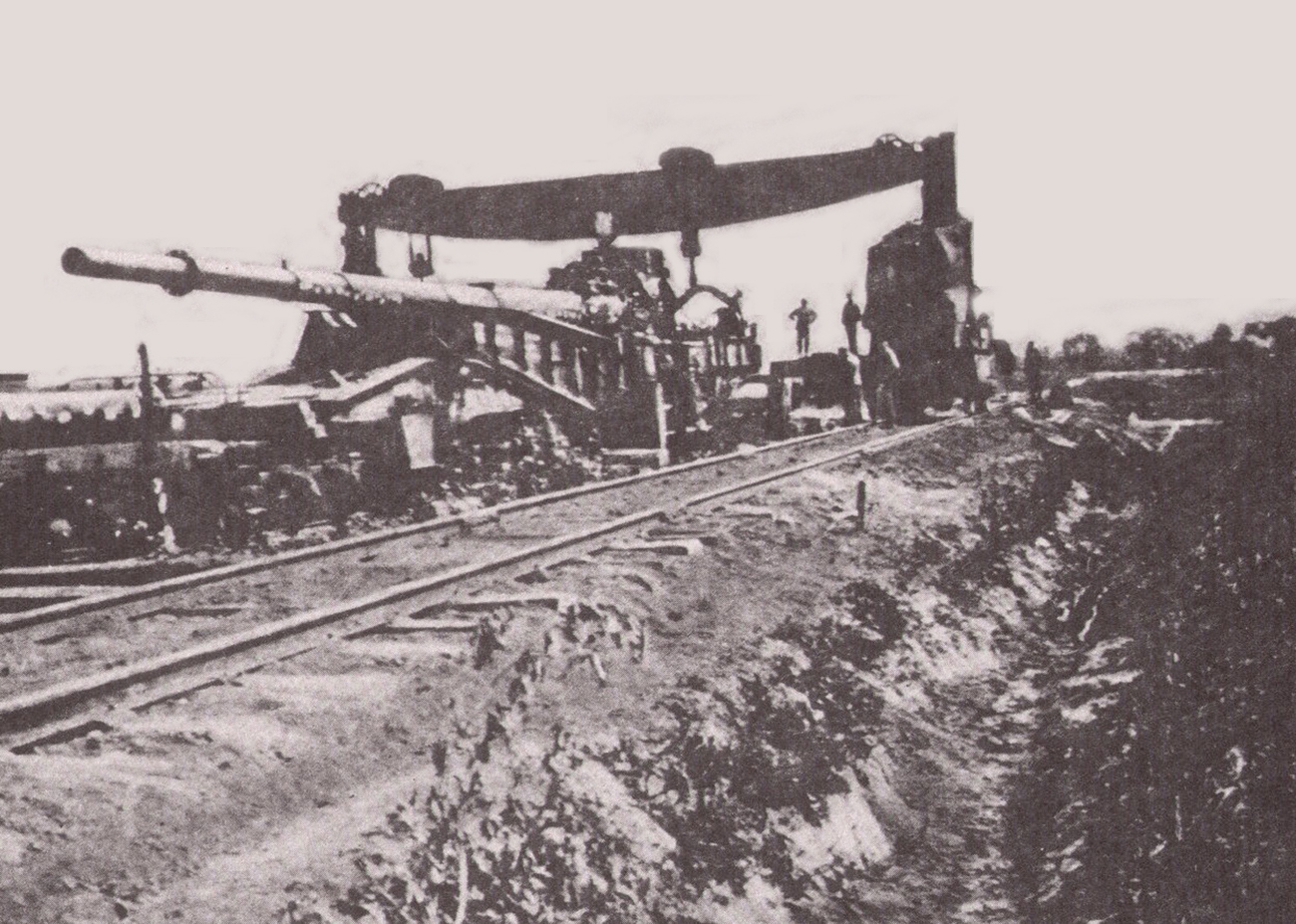
Німецька «Паризька гармата» з дальністю пострілу у 130 кілометрів, 1914-1918 роки

- Парова гармата (також гармата Архімеда)
- Електромагнітна гармата
- Гармата з рідким пропелентом (англ. liquid propellant gun) — експериментальний різновид гармат, у метальний заряд є подається в камору в рідкій формі.[37]
- Електротеплова гармата (англ. electrothermal gun) — експериментальний різновид гармат, у яких снаряд приводиться до руху розширенням газу, однак утвореного не згорянням, а взаємодією рідини з електрично створеною плазмою.[38]

## Виробництво

### Україна

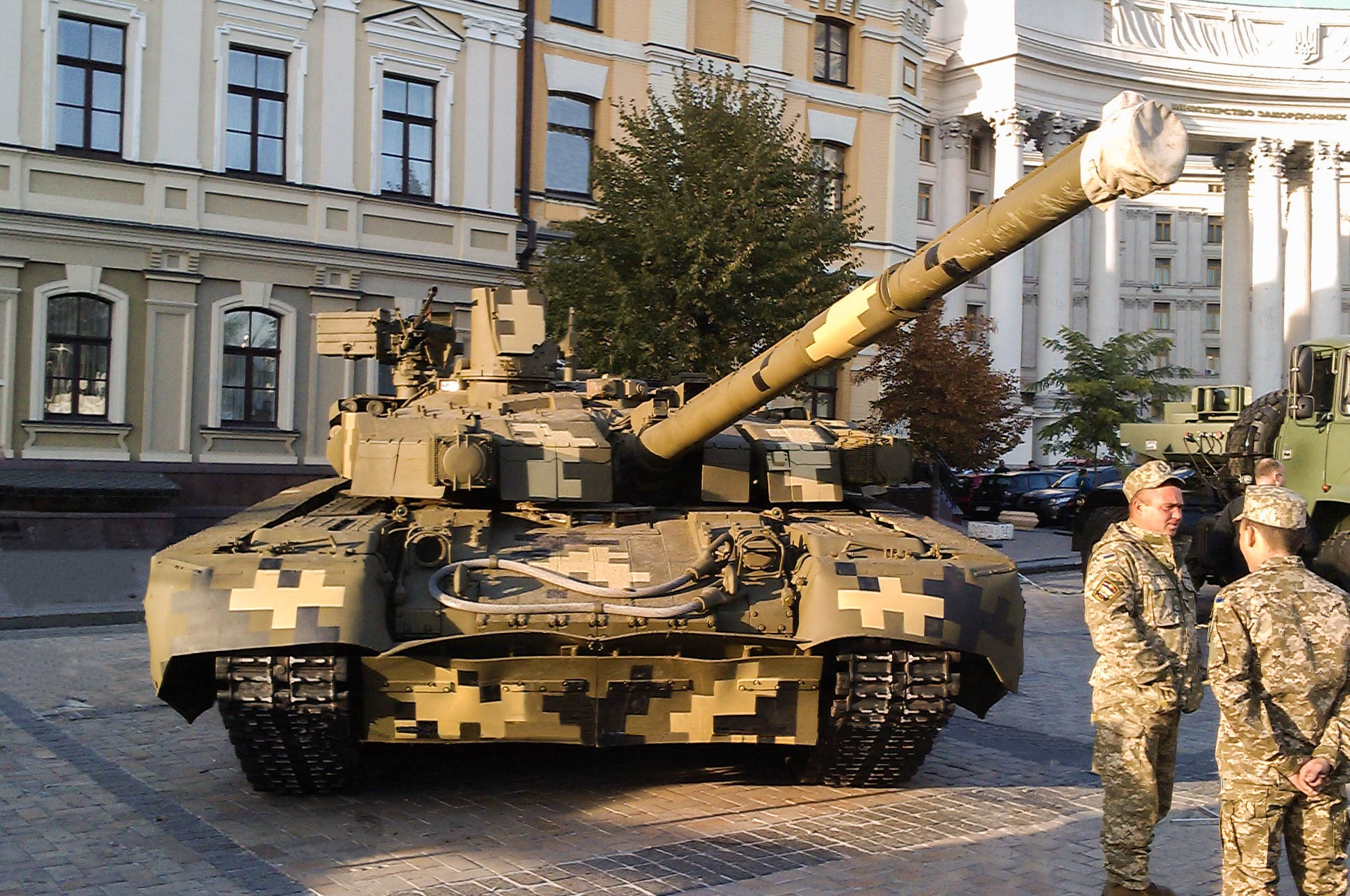
Основний бойовий танк БМ «Оплот» має гладкоствольну танкову гармату калібром 125-мм

За часів СРСР на території України попри серійне виготовлення бронетехніки — танків та самохідних артилерійських установок, виготовлення стволів до їх гармат налагоджене не було, і вони надходили з території сучасної Російської Федерації.

З отриманням у другій половині 90-х років великого замовлення від Пакистану на виготовлення танків Т-80УД/Т-84 постала нагальна проблема у гарматах до бойових машин. Росіяни, що були конкурентами українського танку на тендері для Пакистану навідріз відмовились від постачання танкових гармат та цим намагались зірвати виконання українськими підприємствами іноземного замовлення. Але тоді силами вітчизняних заводів ця проблема була вирішена — на ПАТ «Сумське НВО» було налагоджено виробництво гладкоствольних стволів до 125-мм танкових гармат КБА-3, а їх збирання з виробництвом решти деталей здійснювалось на ДП «Завод імені В. О. Малишева».

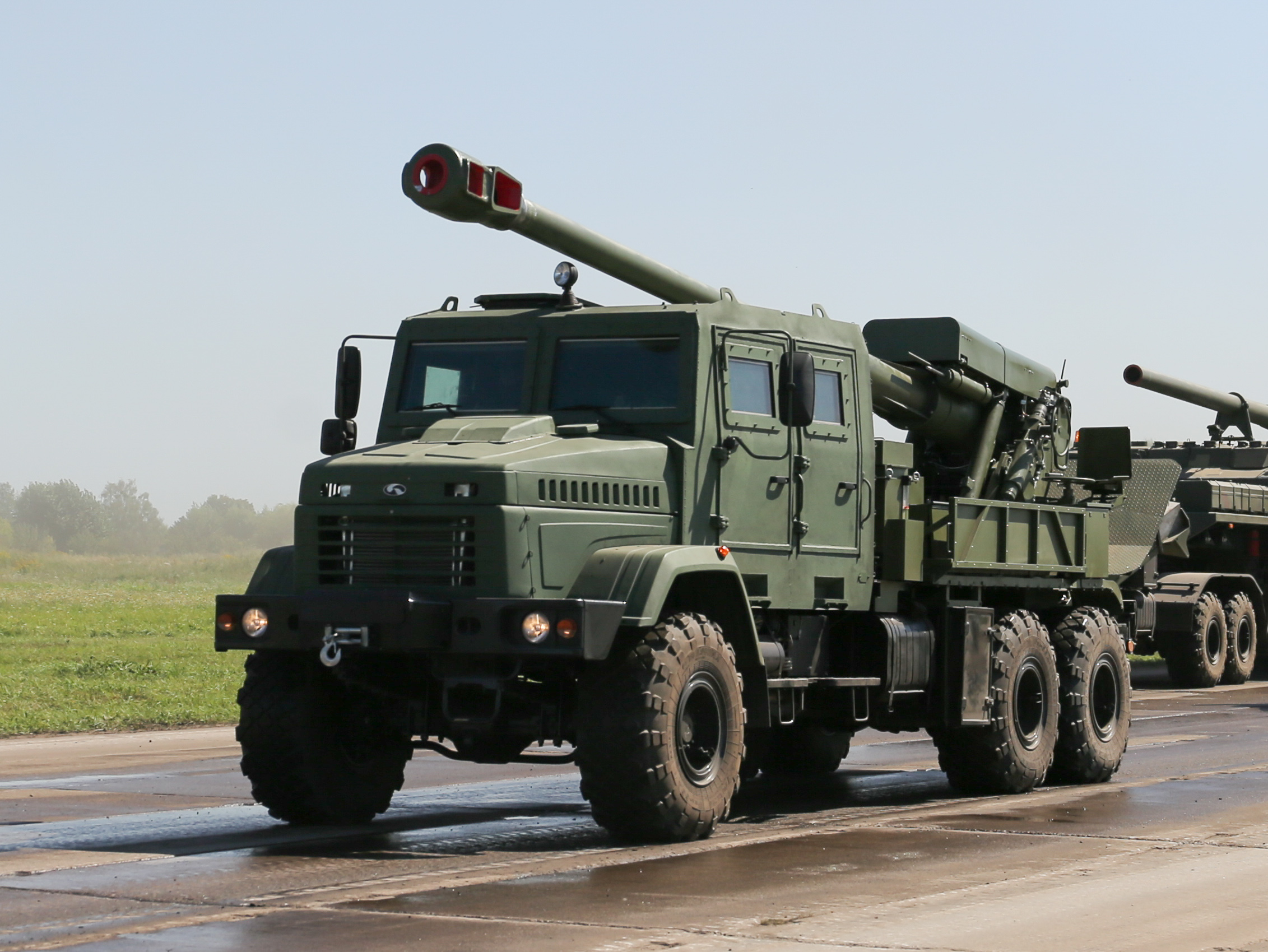
Самохідна гаубиця «Богдана» має нарізний 155-мм ствол

Після отримання замовлення на 49 бойових машин «Оплот», знову постала потреба у виробництві гладкоствольних танкових гармат. На цей раз виготовлення стволів освоїв «Краматорський завод важкого верстатобудування».
З початком російсько-української війни, на цьому ж підприємстві було значно розширено номенклатуру — тут розпочали виготовляти стволи до мінометів, а у 2018 році саме це підприємство представило колісну 155-мм самохідну артилерійську установку «Богдана», ствол до якої вже був нарізним.
Всі ці стволи підприємство виготовляє на обладнанні власного виробництва. Зокрема на спеціальному нарізному верстаті з цифровим програмним керуванням КЖ 1975Ф3. Цей верстат призначений для нарізання внутрішніх профілів гвинтового каналу ствола з перемінним чи постійним кутом підйому у 10°.
Як видно з характеристик верстата, на ньому можуть виготовлятись стволи калібром від 80 до 205 мм та довжиною до 10 000 мм. Тобто на ньому можливе виробництво гармати калібром 155-мм та довжиною у 40 калібрів, що в метровому значенні — 6200 мм.
Також на цьому обладнанні можна виготовляти стволи майже всіх наявних на озброєнні української армії артилерійських систем, наприклад ствол до 152-мм гармати 2А36 «Гіацинт-Б» разом з дульним гальмом має довжину в 53 калібри — 8197 мм.
Винятком є самохідна артилерійська система 2С7 «Піон» калібром 203 мм та стволом завдовжки у 55,3 калібрів — 11 226 мм.
Кам'янець-Подільське Державне підприємство «Науково-технічний комплекс „Завод точної механіки“», що спеціалізується на виробництві стрілецького та артилерійського озброєння налагодило серійне виробництво 30-міліметрових автоматичних гармат ЗТМ-1 та ЗТМ-2. Виробництво цих гармат також було налагоджене на заводах КБ «Артилерійське озброєння» та «Лорта».
Станом на вересень 2018 року в Україні уже було два підприємства, які опанували виробництво танкових гармат калібру 120- і 125 мм. Одне з них, Краматорський завод важкого верстатобудування опанувало виробництво і 155-мм стволів для самохідної гаубиці «Богдана».
У жовтні 2018 року на виставці «Зброя та Безпека 2018» було представлено нарізну гармату калібром 90-мм виробництва української корпорації «ТАСКО» ТСК-90. Гармата може бути встановлена на легку бронетехніку (БТР та БМП) або на бронекатери.